# Centro Cultural Correios (Recife)
O Centro Cultural Correios Recife (CCCR) é um espaço cultural localizado na cidade do Recife, capital do estado brasileiro de Pernambuco.

## História
O Centro Cultural Correios Recife funciona em um edifício do início do século XX adquirido pelo então Departamento de Correios e Telégrafos (DCT) em 1921 para ser a sede dos Correios em Pernambuco. Conta com cinco pavimentos e dispõe de seis salas de exposição, auditório, restaurante, sala com peças históricas e uma agência postal.